# Памятник Ленину (Харьков)
Памятник Ленину — монументальное скульптурное произведение, посвящённое В. И. Ленину, открытое 5 ноября 1963 года на площади Дзержинского (ныне площадь Свободы) в Харькове. Демонстративно снесён  28 сентября 2014 года.

## Композиция
Композиция памятника традиционна для советской монументальной пропаганды, выделяясь из общего ряда размерами: бронзовая фигура Ленина высотой 8,5 метров установлена на пьедестале из красного гранита. Общая высота памятника — 20,2 метра (крупнейший на Украине памятник Ленину).
Ленин изображен в момент произнесения речи: энергичный жест правой руки, в левой — смятая кепка, фигура полна динамики, кажется, что вождь на мгновение остановился, ступив вперед, навстречу зрителям. Ветер отвернул полы пальто и пиджака.
Постамент украшен барельефами на тему Октябрьской революции и трудовых подвигов советского народа. На одном из них под ,Красным знаменем изображены: рабочий, матрос и солдат. Вторая композиция: рабочий, колхозник и ученый, который высоко поднял над головой макет искусственного спутника Земли.

## История
В 1956 году, в дни празднования 300-летия Харькова, в центре круглой части на тот момент площади Дзержинского (ныне площадь Свободы) на торжественном митинге было осуществлено заложение будущего памятника. Авторами проекта памятника выступили скульпторы М. К. Вронский, А. П. Олейник и архитектор А. А. Сидоренко. В 1962 году была начата перепланировка площади и строительство самого памятника. Для того, чтобы подвезти памятник к месту установки пришлось снимать троллейбусные провода — вытянутая рука могла их задеть
Памятник был открыт 5 ноября 1963 года, в канун 46-й годовщины Великого Октября.
Единственная реконструкция памятника проводилась в 2009 году и была приурочена к 355 годовщине основания города. В ходе работ была выполнена реставрация 481 гранитного блока, полировка их поверхностей, ремонт швов, было отреставрированы 325 ступеней, и проведена очистка металлоконструкции постамента.
Приказом Минкульта № 468 от 30 мая 2013 года памятник был занесен в Государственный реестр недвижимых памятников Украины как памятник монументального искусства местного значения, охранный номер 27-Ха.

## Предпосылки и попытки сноса
В первые годы обретения независимости Украиной возникали отдельные призывы убрать памятник Ленину с центральной площади города, как символ тоталитаризма, но данный призыв не нашёл тогда поддержки у харьковчан.
В представленном 4 ноября 2010 года Украиной видеоролике «Включи Украину», который транслировался в конце 2010 — начале 2011 года на ведущих европейских телеканалах в рамках промокампании Украины к чемпионату Европы по футболу 2012 года (Евро-2012), с харьковской площади Свободы стёрли данный памятник Ленину. Остался только фундамент памятника (нижние ступени из полированного гранита) и клумба вокруг него.

## Уничтожение
Во время обострения противостояний 2014 года 22 февраля активисты Евромайдана, после многотысячного марша от Дворца Спорта до площади Свободы, обсуждали вопрос о сносе памятника. В ходе обсуждения было решено сносить памятник после соответствующего решения в Верховной Раде Украины. Группы жителей Харькова, обозначающие себя символом «георгиевской ленточки», встали на защиту памятника и организовали возле него круглосуточное дежурство и оцепление.
Глава Харькова Геннадий Кернес 22 февраля 2014 года в популярном украинском политическом ток-шоу «Шустер live» обратился к депутату И. Мирошниченко, который лично участвовал в демонтаже памятника Владимиру Ленину в Ахтырке, со следующими словами: 

Я приглашаю вас в город Харьков на площадь Свободы, где стоит памятник Владимиру Ильичу Ленину. И если вы только попробуете его сломать, я как харьковский городской глава заявляю, что сломаю вам две руки и две ноги, чтобы вы больше никогда этим не занимались.
23 февраля 2014 года активисты «Антимайдана» обнесли памятник металлическими ограждениями и поставили палатки. Защитники Ленина держали в руках плакаты с лозунгами: «Защитим Харьков от вандализма и беззакония», «Сегодня толпа решит снести памятник, а завтра твой дом», «Харьков — не Киев» и «Харьков — наш город. Защитим наши ценности». Памятник, который был до того для большинства харьковчан лишь частью городского пейзажа (это показал опрос), превратился в фактор мобилизации как сторонников Евромайдана, так и его противников. 1 марта 2014 года в день штурма пророссийскими силами Харьковской областной государственной администрации, у памятника Ленину избили активистов Евромайдана.
Защита памятника продолжалась и позднее. 27 сентября 2014 года в Харькове милиция разогнала митинг сторонников Коммунистической партии Украины, задержав 23 человек, в том числе организатора Аллу Александровскую.
В ночь с 28 на 29 сентября 2014 года после проукраинского митинга «Харьков — это Украина», несколько сотен человек с флагами партий «Батькивщина», «Свобода», «Правый сектор», а также символикой батальона «Азов», начали снос памятника. Согласно данным отчета наблюдателей ОБСЕ, митингующих возглавляли бойцы из добровольческого батальона МВД «Азов». Милиция не пустила на площадь спецтехнику, из-за чего пришлось демонтировать памятник вручную.
Несколько часов шёл распил ног скульптуры, с попутным вырезанием на постаменте надписи «Слава Украине» и знака «Патриот Украины». В итоге 28 сентября, в 22:25 по местному времени памятник был повален. На демонстрации присутствовали советник министра внутренних дел Украины Антон Геращенко и председатель Харьковской облгосадминистрации Игорь Балута, отметивший, что «проведение этой акции было инициативой общественности, обладминистрация её поддержала. Я думаю, правильно, чтобы своё мнение на митинге выражали именно активисты с активной гражданской проукраинской позицией».
По данным из социальных сетей, во время сноса скульптуры пострадало пять человек, один из которых получил травму глаза в результате того, что лопнул трос, с помощью которого пытались свалить Ленина с постамента. Также проукраинскими активистами был жестоко избит мужчина, который попытался воспрепятствовать разрушению памятника.
Однако, местные органы правопорядка заявили, что при демонтаже памятника никто не пострадал
Через несколько часов после сноса, на сайте администрации было опубликовано подписанное Балутой распоряжение, в котором он «поручил соответствующим структурам принять меры по исключению памятника Ленину, расположенного на площади Свободы в Харькове, из реестра памятников истории и культуры, а также принять меры по демонтажу памятника». Поскольку памятник находился на балансе города Харькова, данное распоряжение не считается городскими властями законным. Ранее, на сайте Министерства внутренних дел Украины сообщалось о открытии уголовного производства по факту уничтожения, разрушения или повреждения объекта культурного наследия, однако это заявление было удалено и опубликовано другое, но уже о закрытии производства в связи с распоряжением Балуты «об урегулировании ситуации в области относительно памятников эпохи тоталитаризма».
4 октября, на постаменте снесённого памятника общественная организация «Общественная стража Харькова» временно был установлен 3,5-метровый крест, который был демонтирован 9 октября 2014 года.

#### Реакция властей и политиков
Министр внутренних дел Арсен Аваков на своей странице в Facebook сказал: «Ленин? Пусть падает. Лишь бы люди не пострадали. Лишь бы этот кровавый коммунистический идол, уходя, не добавил себе жертв. Лишь бы негодяи и подлецы не воспользовались бурей эмоций харьковчан, не использовали это для очередных столкновений», а его советник Антон Геращенко заявил, что «каждый, кто попытается выйти сейчас на площадь с оружием для того, чтоб устроить вооружённую провокацию, рискует превратиться в 200-го или 300-го. С другой стороны на площадь Свободы массово прибывают мирные, патриотически настроенные Харьковчане для того, чтобы увидеть собственными глазами это историческое для Харькова событие».
Городской голова Харькова Геннадий Кернес объявил снос памятника незаконным и пообещал обязательно восстановить скульптуру. «Сегодня ночью варварски был разрушен памятник Ленину… Хочу отметить, то, что произошло сегодня ночью — это прямое нарушение закона в части обеспечения безопасности мирных собраний граждан Украины», — заявил Кернес. Геннадий Кернес направил на имя начальника ГУ МВД Украины в Харьковской области письмо, в котором просил о проведении проверки законности сноса памятника, решения милиции о закрытии уголовного производства по поводу уничтожения памятника как объекта культурного наследия и факта бездеятельности милиции во время сноса памятника 28 сентября. Также городской голова Харькова направил письмо на имя прокурора Харьковской области с аналогичными просьбами, и запросом проверки законности распоряжения Игоря Балуты, в котором он единолично постановил об исключении памятника Ленину из Государственного реестра памятников Украины и разрешил его демонтаж, нарушив тем самым Конституцию и ряд других законов страны. Впрочем в 2014 году в Харькове и его окрестностях был снесён ряд советских памятников неизвестными лицами, при этом власти города не пытались найти виновных. По мнению историка А. Портнова, Кернес, переизбранный в 2015 году на второй срок, занял лояльную официальному Киеву позицию: он делал громкие публичные заявления, но не пытался защитить советское монументальное наследие.
Бывший председатель Харьковской облгосадминистрации Михаил Добкин обратился к президенту Украины Петру Порошенко с требованием о расследовании сноса памятника и отстранении на время проверки ряда местных и центральных чиновников. Он также выразил уверенность в том, что памятник сносили не жители Харькова, а приглашённые для этой спланированной акции жители Полтавской, Киевской, Днепропетровской и Львовской областей.
Директор КСП «Харьковзеленстрой», на балансе которого находился памятник, Николай Блуд направил на имя прокурора Харькова заявление о факте совершенного преступления и просьбой инициировать досудебное расследование по данному факту
О намерении восстановить памятник в эфире радиостанции «Говорит Москва» заявил лидер КПУ Петр Симоненко.
Один из харьковских архитекторов Павел Чечельницкий выступил против сноса памятника, поскольку он был символом ушедшей эпохи, и назвал этот поступок «своеобразным фашизмом».
В ночь с 1 на 2 октября 2014 года коммунальные службы города оградили оставшийся постамент памятника Ленину строительными лесами и начали работы по его приведению в надлежащий вид
24 октября 2014 года Харьковский окружной административный суд отклонил ходатайство Харьковского горсовета о незаконном демонтаже памятника Ленину.
19 ноября 2014 года Харьковский апелляционный административный суд подтвердил законность распоряжения председателя Харьковской облгосадминистрации Игоря Балуты о сносе памятника — оставив, тем самым, без удовлетворения апелляционную жалобу горсовета.
24 ноября 2014 года Харьковский окружной административный суд признал противоправным распоряжение председателя Харьковской облгосадминистрации Игоря Балуты о демонтаже памятника Ленину. Был частично удовлетворён иск горсовета. Суд признал распоряжение Балуты незаконным в части принятия мер по демонтажу памятника. В остальной части иск пока оставлен без удовлетворения.
7 апреля 2015 года Харьковский апелляционный административный суд отказал городскому совету в требовании признать незаконным распоряжение экс-главы Харьковской облгосадминистрации Игоря Балуты о демонтаже памятника Ленину.

#### Реакция жителей города
Реакции харьковчан на данное событие были неоднозначные. Факт разрушения памятника вызвал целую «бурю» споров и несогласий среди жителей города. Многие жители Харькова считают, что данный монумент был украшением города, а другие, что позором.
На следующий день после разрушения памятника, на площади Свободы, возле постамента, на котором стоял памятник Ленину, собралось несколько сотен харьковчан, не согласных с разрушением памятника. Участники данного собрания отмыли постамент от нарисованной символики Украины и националистических лозунгов, замазали и закрасили высеченную на постаменте надпись «Слава Украине», а также возложили живые цветы к подножию.
30 сентября противники сноса памятника написали на постаменте белой краской слово «Жив».
Активисты общественной организации «IT-Sector» предложили городским властям, желающим восстановить памятник, поменять нос Ленина на БТР для добровольческого батальона «Азов».

## Демонтаж основания
11 апреля 2016 года был начат демонтаж постамента, оставшегося после сноса памятника. На демонтаж постамента горсовет Харькова выделил 1,7 млн грн. В дальнейшем Харьковский городской совет провел переговоры с общественностью и архитекторами по вопросам реконструкции той части площади Свободы, где находился памятник Ленину.
После открытого конкурса 3 февраля 2017 года было принято решение о том, что на площади появится новый памятник высотой 86 метров. На его вершине расположен Ангел с православным крестом, внизу - четыре фигуры, личности которых так или иначе перекликаются с историей Слобожанщины: скиф Анахарсис, живший в VI веке до н.э.; князь Игорь Святославич; поэт и философ Семен Климовский; поэт Михаил Петренко.
Проект был раскритикован общественностью, так как не вписывается в контекст площади. В итоге 17 апреля 2020 года на сессии горсовета Г. Кернес заявил, что на месте памятника Ленина появится «сухой» фонтан. Открытие самого крупного на Украине фонтана диаметром 36 метров, состоялось 23 августа 2020 года, в день города Харькова. Также был реконструирован сквер.